# Objektfall
Als Objektiv oder Objektfall bezeichnet man den einheitlichen Kasus für alle Objekte im Satzbau, wenn eine Sprache oder ein Dialekt nach Kasus nur Subjekt und Objekt trennt. Von Akkudativ redet man, wenn dieser einheitliche Objektkasus entstanden ist, indem eine vorherige Trennung in Akkusativ und Dativ, wie sie etwa im Standarddeutschen besteht, aufgegeben wurde. Die Entwicklung zum einheitlichen Objektkasus ist in der niederländischen Sprache fast vollständig abgeschlossen und ist auch in verschiedenen deutschen Mundarten zu beobachten.

## Herausbildung
Der Kasus-Synkretismus, auch Kasuskollaps genannt, ist eine in der indogermanischen Sprachfamilie häufige Erscheinung. Die durch Deklinationssuffixe geschiedenen Formen von Worten einer flektierenden Sprache fallen dabei zunehmend zusammen.
Im Bereich der germanischen Sprachen wird dabei die im Standarddeutsch noch vorhandene Trennung in Akkusativ und Dativ aufgegeben, wodurch ein beide Funktionen erfüllender Akkudativ entsteht. Er ist hauptsächlich im niederdeutschen (Beispiele), aber auch im berlinischen (Beispiele) und bis hin in den ostsächsischen Sprachraum anzutreffen. Manchmal tritt der Zusammenfall lediglich für das männliche Genus auf, bei dem etwa „den“ (Akkusativ männlich) und „dem“ (Dativ männlich) ohnehin lautlich schwerer zu unterscheiden sind als „die“ (Akkusativ weiblich) und „der“ (Dativ weiblich).
Die niederländische Sprache hat nur noch bei den Pronomina der Schriftsprache, die zwischen den Formen der 3. Person Plural hun (Dativ) und hen (Akkusativ) trennt, die Dativ-Akkusativ-Unterscheidung beibehalten, ansonsten gibt es einen einheitlichen Objektkasus.
Im berlinischen Dialekt wird die im niederdeutschen Substrat schon aufgegebene Trennung in Akkusativ und Dativ durch die Überformung mit standarddeutschen morphologischen Formen wieder sichtbar. Deren Gebrauch bleibt aber unsicher. Während bei den Pronomina fast durchgängig die standarddeutschen Dativformen gebräuchlich sind („mir“ statt niederdeutsch „mi“), wird bei anderen Objekten häufig auch der lautlich einfacher zu bildende Akkusativ verwendet.
Den Zusammenfall des Akkusativs und Dativs zum Objektfall begleitet der Verlust des Genitivs. Die Konstruktion mit von + Dativ ersetzt den Genitiv (von dem Mann statt des Mannes). Bei präpositional gefordertem Genitiv beobachtet man Ersetzung durch den Dativ (wegen dem Regen statt wegen des Regens). Siehe auch Artikel Genitiv, Abschnitt Genitiv bei Präpositionen. Sowohl in der englischen Sprache (sächsischer Genitiv) als auch in einigen deutschen Mundarten („dem Nachbarn seine Katze“) hat sich daneben die Verwendung einer besitzanzeigenden Satzpartikel herausgebildet, siehe Abschnitt Alternative Bildung des Genitivs.

## Beispiele
- De Fru kiekt de Mann an. / De vrouw kijkt de man aan. (Die Frau schaut den Mann an. / Femina virum adspicit.)

(Mann steht im Objektiv, im Standarddeutschen oder Lateinischen stünde das Wort Mann im Akkusativ)
- De Fru gifft de Mann Koken. / De vrouw geeft de man koek. (Die Frau gibt dem Mann Kuchen. / Femina viro placentam dat.)

(Mann steht im Objektiv, im Standarddeutschen oder Lateinischen stünde das Wort Mann im Dativ)